# 单手套
单手套，亦称手臂束缚器，是BDSM活动中的一种道具。该道具形似一只手套，大致呈锥形，将佩戴者的双臂牢牢包裹并固定在背后。该道具通常从指间覆盖到肘部，并通过拉链或系带收紧。为了防止滑落，通常会有线束在肩膀和腋窝处。单手套通常由皮革制成，也有由恋物癖的材料（如氨纶或橡胶）制成。除非有人解開单手套，否則基本上無法自己解脫。

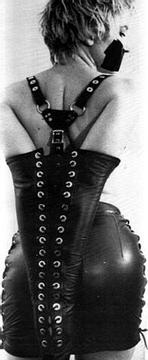
Y形线束结构的单手套

因为单手套对手臂强行用力，单手套可能会导致肩关节软组织处出现问题。但由于佩戴者手肘触碰或接近触摸时，单手套的压力均匀分布，所以伤害远不如其他物件（如绳索）进行的束缚。

## 圖片

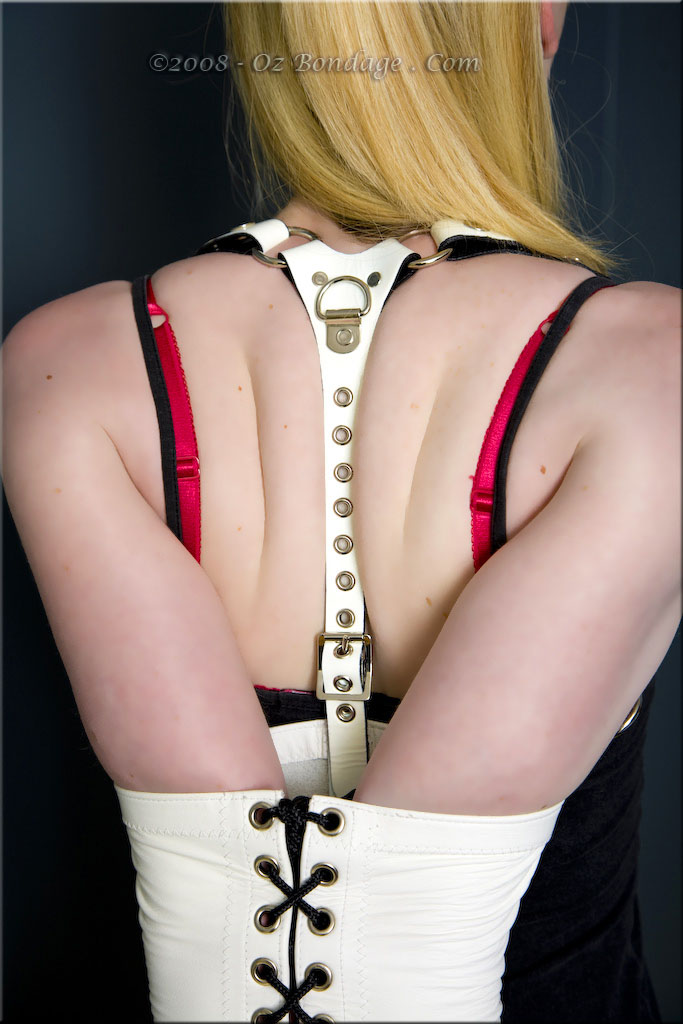
局部的单手套
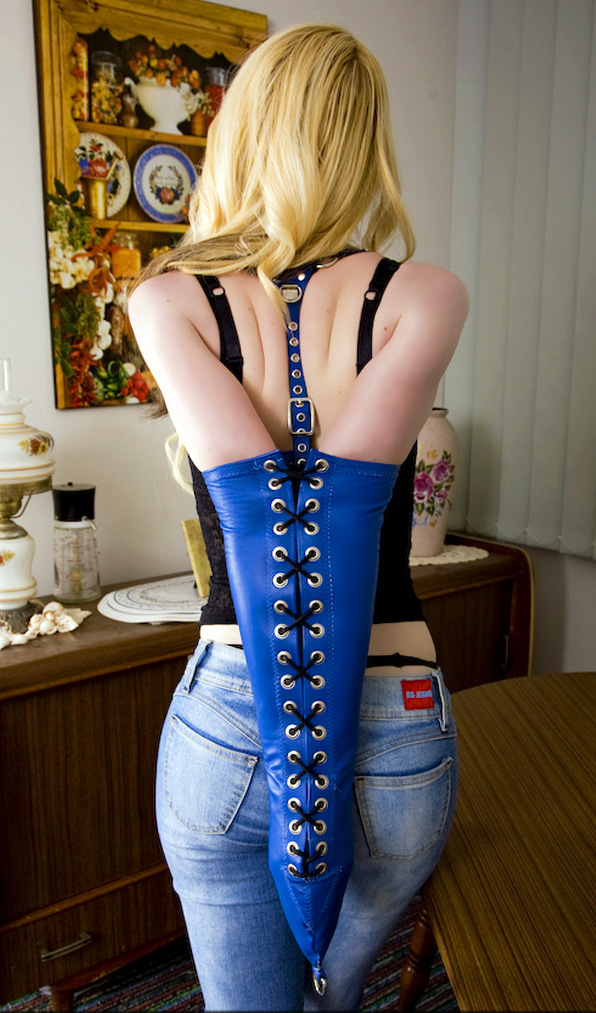
将双臂捆绑在背后的单手套
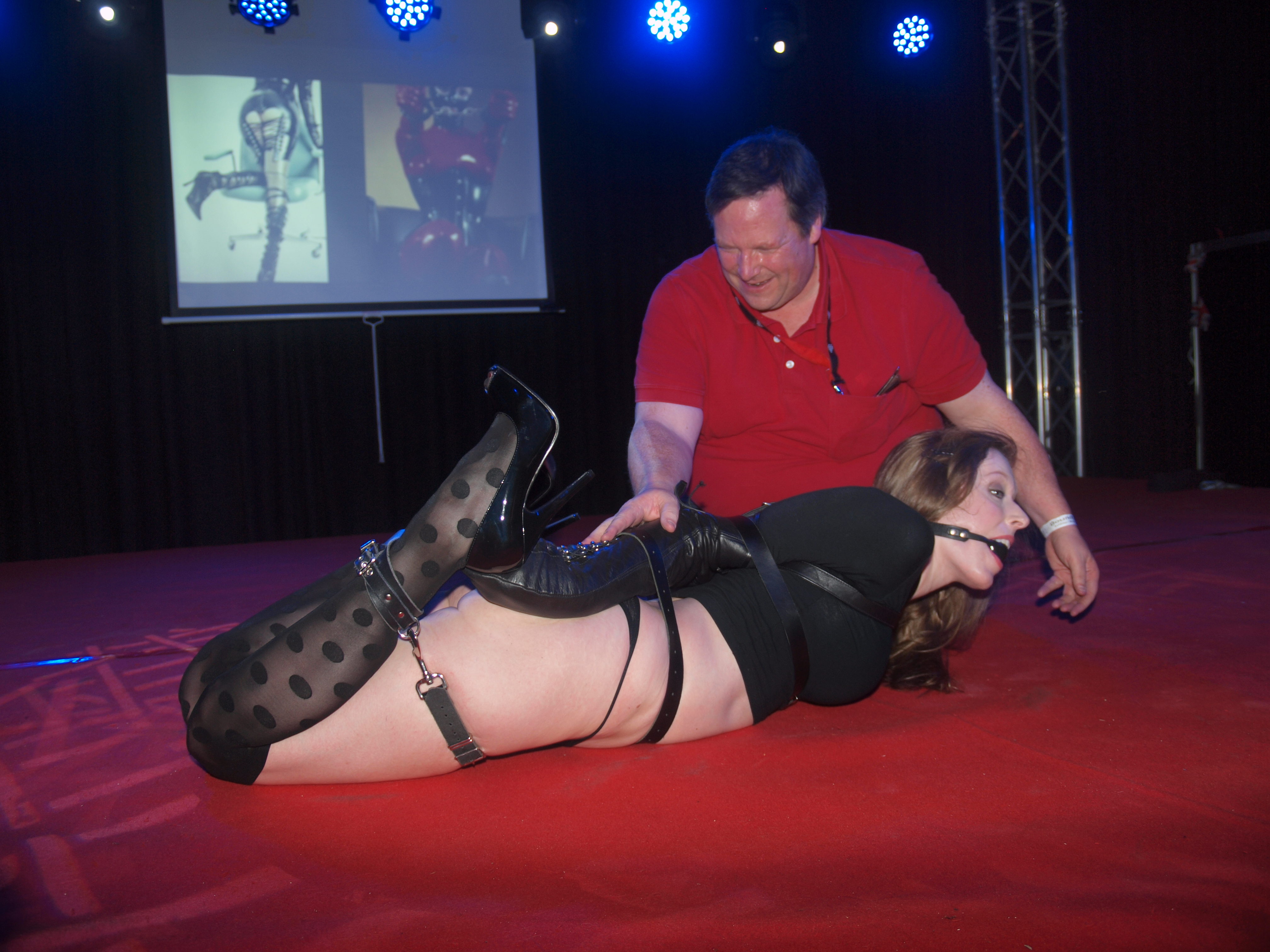
穿着单手套进行表演